# Pardosa chiapasiana
Pardosa chiapasiana är en spindelart som beskrevs av Willis J. Gertsch och Wallace 1937. Pardosa chiapasiana ingår i släktet Pardosa och familjen vargspindlar. Inga underarter finns listade i Catalogue of Life.